# 용골자리 베타

용골자리 베타의 위치

용골자리 베타(Beta Carinae)는 용골자리에 있는 별이다. 이 별은 용골자리에서 두 번째로 밝은 별로 겉보기 등급은 1.68이다. 분광형은 A2IV로 주계열성을 이탈하여 거성으로 진화하는 과정에 있다.

## 어원
한 때 이 별은 미아플라시두스(Miaplacidus)로 불리기도 했는데 이는 '고요한 물들'의 뜻이다. 이 이름은 1856년 Elijah Hinsdale Burritt가 집필한 항성 도해서 '천상의 지리'(Geography of the Heavens)에 처음으로 등장했다. 이름의 뜻은 수십 년간 수수께끼였는데, 항성 이름에 관한 위대한 학자이자 전문가였던 윌리엄 히긴스는 이 별의 이름이 아랍어 miyāh('물들')와 라틴어 placidus('고요함')의 합성어라고 주장했다.